# One for the Money
One for the Money es una película estrenada en 2012 basada en la novela homónima de 1994, escrita por Janet Evanovich. Dirigida por Julie Anne Robinson, el guion fue escrito por Liz Brixius, Karen McCullah Lutz y Kirsten Smith. Está protagonizada por Katherine Heigl, Jason O'Mara, Debbie Reynolds, Daniel Sunjata y Sherri Shepherd.

## Sinopsis
Stephanie Plum, desempleada y recién divorciada sufre una muy mala racha. Sin dinero y desesperada, Stephanie toma una medida de urgencia: recurrir al indeseable de su primo Vinnie para que le haga un hueco en su agencia de fianzas. Su nuevo trabajo, de cazarrecompensas, consistirá en encontrar y llevar ante la justicia a clientes que no comparezcan en los juicios después de haber sido puestos en libertad bajo fianza. Aunque nunca ha visto unas esposas de cerca y la única arma que conoce es el spray de autodefensa, eso no le impide asumir la caza y captura del fugitivo más escurridizo de la empresa: el expolicía antivicio y sospechoso de asesinato Joe Morelli (Jason O’Mara), el sexy e irresistible Joe Morelli que la sedujo y la dejó tirada en el instituto.

## Reparto
| Actor               | Personaje             |
| ------------------- | --------------------- |
| Katherine Heigl     | Stephanie Plum        |
| Jason O'Mara        | Joe Morelli           |
| Sherri Shepherd     | Lula                  |
| Debbie Reynolds     | Mazur                 |
| Daniel Sunjata      | Ricardo Carlos Manoso |
| Patrick Fischler    | Vinnie Plum           |
| John Leguizamo      | Jimmy Alpha           |
| Ana Reeder          | Connie Rossoli        |
| Gavin-Keith Umeh    | Benito Ramírez        |
| Ryan Michelle Bathe | Jackie                |
| Nate Mooney         | Eddie Gazarra         |
| Debra Monk          | Mrs. Plum             |
| Louis Mustillo      | Mr. Plum              |
| Annie Parisse       | Mary Lou              |
| Fisher Stevens      | Morty Beyers          |

## Producción
La película fue enviada a Tri-Star Motion Pictures poco después de ser publicada y estuvo en "pre-producción" desde entonces. Cuando se preguntó sobre el estado de la película, Janet Evanovich comentó, "es difícil creer que han estado en una franquicia multimillonaria durante todos estos años, pero vaya uno a imaginar."
La adaptación de la película fue producida por Tom Rosenberg para Lakeshore Entertainment, con Katherine Heigl interpretando el papel de Stephanie Plum. La producción grabó en el área metropolitana de Pittsburgh desde julio a principios de septiembre de 2010. La principal fotografía comenzó en la semana del 12 de julio de 2010.

## Lanzamiento
El lanzamiento fue el 27 de enero de 2012.